# Alexamen
|  | Per a altres significats, vegeu «Alexamen de Teos». |

Alexamen（grec antic: Ἀλεξαμενός, llatí: Alexamenus) fou un general la Lliga Etòlia nomenat l'any 196 aC, segons Polibi.
L'any 192 aC va marxar al capdavant dels etolis per ocupar Lacedemònia en l'anomenada Guerra contra Nabis, missió que va complir matant el tirà Nabis d'Esparta. Però els lacedemonis no van tardar a revoltar-se i Alexamen i bona part dels seus soldats van morir en els combats, segons que explica Titus Livi.